# Gömnitzer Turm
Der Gömnitzer Turm (auch als „Major“ bezeichnet) ist ein ehemaliges Seezeichen auf der Spitze des 93,80 m hohen Gömnitzer Berges in der Nähe des Dorfes Gömnitz im Kreis Ostholstein (Gemeinde Süsel) in Schleswig-Holstein. 
Vom Gömitzer Turm aus bietet sich durch vier kleine Öffnungen ein Blick in die umgebende Landschaft der Holsteinischen Schweiz und über die Lübecker Bucht.

Der Gömnitzer Turm im Wappen der Gemeinde Süsel

Der Gömnitzer Turm ist das Wahrzeichen der Gemeinde Süsel, deren Wappen den Turm zeigt.
Es handelt sich um eine runde, ca. 12 m (30 Fuß) hohe, aus 20.000 Backsteinen auf einem Fundament aus Feldsteinen gemauerte Säule mit einem Durchmesser von ca. 2 m. Die Spitze des Turmes ist mit behauenen Natursteinen gedeckt. Unterhalb der Spitze des Turmes befinden sich vier kleine Öffnungen (Lichtschächte) – jeweils zwei gegenüberliegende ovale Öffnungen und zwei Fenster. Der Turm ist über einen Eingang zugänglich, im Innern führt eine 41-stufige Wendeltreppe zur Spitze.
Der Turm steht auf einem ovalen, durch Feldsteinen gestützten und durch einen Zaun begrenzten Plateau inmitten einer Rinderweide.

## Geschichte
Auf der Spitze des Gömnitzer Berges stand bis 1815 ein großer Baum (eine Eiche oder eine Buche), „Major“ genannt, der den Schiffen in der Lübecker Bucht zur Findung des Weges nach Lübeck als Landmarke diente. Dieser Baum wurde durch einen Blitzschlag bzw. einen Sturm zerstört.
Da diese Landmarke den Seeleuten zur Orientierung fehlte, wurde durch die Travemünder Lotsenkommandantur der Oldenburger Herzog, der Landesherr des damaligen Fürstentum Lübeck, um die Errichtung eines künstlichen Seezeichens nachgesucht.
- 1826 wurde der Bau des Seezeichens genehmigt.
- 1826/1827 erfolgte der Bau des Turmes.
- die gedachte Linie zwischen der Mündung der Harkenbäk und dem Gömnitzer Turm stellt die nordöstliche Grenze des Fischereihoheitsgebiets Lübecks dar (siehe auch Lübecker-Bucht-Fall)
- 1961 wurde durch das Wasser- und Schifffahrtsamt der Abriss beabsichtigt
- Am 24. März 1969 wurde der Turm als Kulturdenkmal „Rundturm (Seezeichen) um 1828 auf dem Gömnitzer Berg“ unter Denkmalschutz gestellt.
- 1982 erfolgte eine Sanierung
- 1990 wurde er erneut restauriert.
- Seit Mitte 1993 ist der Turm als Aussichtsturm geöffnet

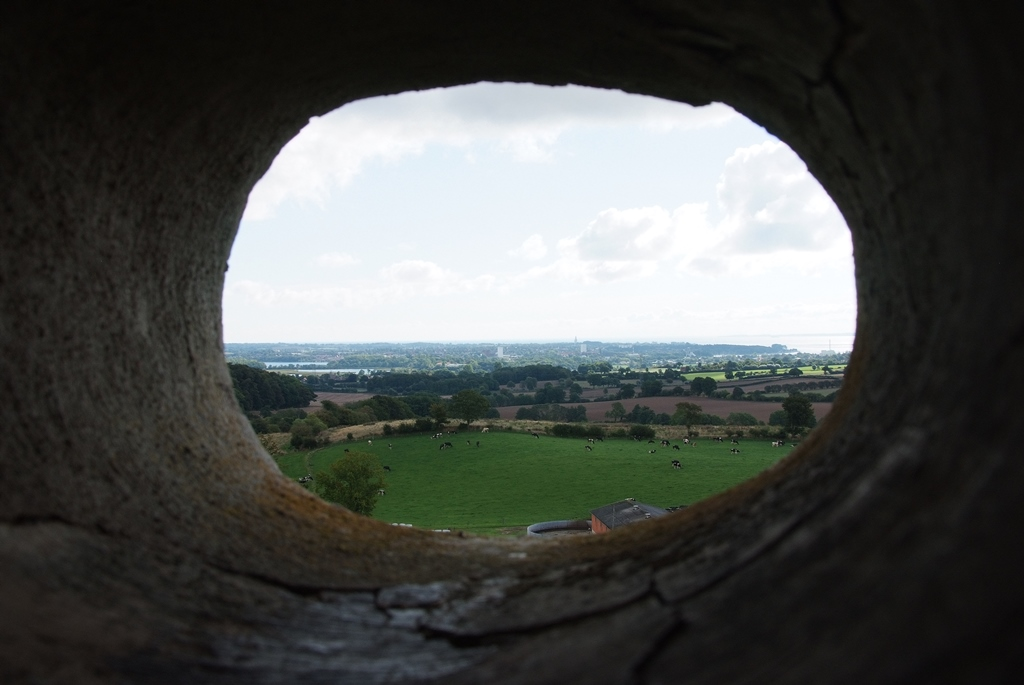
Blick durch eine der Luken auf Neustadt in Holstein
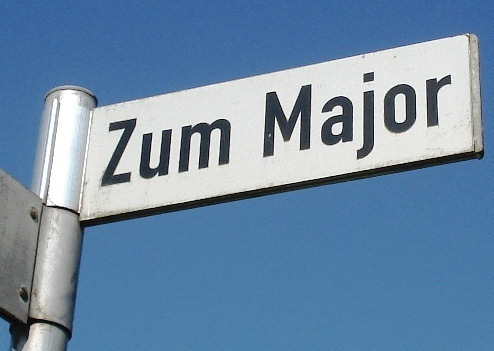
Straßenschild Zum Major an der Straße zum Gömnitzer Turm